# Felix A. Sommerfeld
Felix A. Sommerfeld (28 de mayo de 1879 - ¿?) fue un agente del servicio secreto alemán en México y Estados Unidos entre 1908 y 1919. Fue jefe del Servicio Secreto mexicano bajo la presidencia de Francisco I. Madero, trabajó como diplomático y comprador de armas para Venustiano Carranza y Francisco "Pancho" Villa, y dirigió la parte mexicana de la estrategia de guerra de Alemania en América del Norte entre 1914 y 1917. 

## Biografía
Nació el 28 de mayo de 1879 en Schneidemühl, en la provincia prusiana de Posen, Alemania, Sommerfeld creció en un hogar judío de clase media como el hijo más joven de Pauline e Isidor Sommerfeld. Después de terminar la escuela secundaria, Sommerfeld comenzó a estudiar en Berlín como ingeniero de minas. Sin embargo, por razones desconocidas se retiró y vino a los Estados Unidos en 1898 para visitar a su hermano. En la emoción por el estallido de la guerra hispano-estadounidense, el joven de 19 años se unió al ejército pero desertó unos meses después. En 1900, Sommerfeld, esta vez como soldado alemán, fue a la guerra en China para desmantelar el Levantamiento de los bóxers . Cuando regresó en 1901, completó sus estudios de ingeniería minera y regresó a los Estados Unidos en 1902. Después de permanecer brevemente con su hermano Julius en Chicago, Sommerfeld se dirigió a Occidente como prospector. Se abrió camino a través de Arizona, Sonora (México) y Durango (México) hasta 1905 cuando regresó a Chicago sin nada de dinero. No se sabe mucho acerca del aventurero alemán entre los años 1906 a 1908. Es posible que haya regresado a Alemania y recibido capacitación en el servicio secreto en Berlín. 
En 1908, apareció de repente en Chihuahua, México. Volvió a trabajar como ingeniero de minas, aunque, en realidad se había convertido en un informante del gobierno alemán. Chihuahua tenía una gran rebelión y Sommerfeld hizo todo lo posible para averiguar sobre el movimiento antirreeleccionista dirigido por el terrateniente adinerado de Coahuila, Francisco I. Madero. Después de las elecciones fraudulentas que llevaron a Porfirio Díaz a otro mandato como presidente en 1910, estalló la Revolución mexicana. Sommerfeld aparentemente trabajó para AP News, pero presentó informes de inteligencia periódicos para el gobierno alemán.
Cuando las fuerzas que apoyaban a Madero lograron derrocar a Díaz en mayo de 1911, Sommerfeld se unió al séquito del nuevo presidente, primero como asistente personal y luego como jefe del servicio secreto de México. Bajo la dirección del hermano del presidente, Gustavo A. Madero, Sommerfeld dirigió el servicio secreto mexicano.  Él ayudó a reprimir el levantamiento de Orozco en la primavera de 1912, en el curso de la cual dirigió la mayor cantidad de organizaciones de servicios secretos extranjeros que jamás haya operado en tierras estadounidenses. La organización del servicio secreto que construyó Sommerfeld incluía a mexicano-estadounidenses, expatriados mexicanos, otros agentes alemanes como Horst von der Goltz y Arnold Krumm-Heller, así como dos de los mercenarios más notorios de la década, Sam Dreben y Emil Lewis Holmdahl . 
En 1913, después del asesinato de Madero por Victoriano Huerta, Sommerfeld dejó México bajo la protección del embajador alemán Paul von Hintze, fue a Washington D. C., donde recibió fondos del abogado y partidario de Madero, Sherburne Hopkins, y se unió al movimiento rebelde reunido para derrocar a Huerta. El gobernador de Coahuila, Venustiano Carranza, quien se declaró en contra del régimen de Huerta y creó el movimiento revolucionario constitucionalista contra él, envió a Sommerfeld a El Paso y San Antonio para organizar armas para los revolucionarios. El acceso a las armas fue un elemento clave de un movimiento militar exitoso. La adquisición de armas del norte de México por la frontera era más fácil que en el sur de México, donde operaban los zapatistas. Sommerfeld también funcionó como enlace entre el gobierno de los Estados Unidos y Carranza.
En la primavera de 1914, Sommerfeld comenzó a trabajar más de cerca con el exitoso general del Ejército Constitucionalista, Pancho Villa, comandante de la División del Norte. Cuando Villa y Carranza separaron su alianza después de la derrota de Huerta en julio de 1914 y se produjo una guerra civil de los ganadores, Sommerfeld se quedó con Villa como su principal comprador de armas en los Estados Unidos. Sommerfeld también presionó al gobierno de los Estados Unidos en nombre de Villa para recibir Reconocimiento diplomático. Esta tarea acercó a Sommerfeld al general Hugh Lenox Scott y al secretario de guerra estadounidense, Lindley Miller Garrison, a quienes ayudó en numerosas ocasiones cuando los ciudadanos estadounidenses se encontraron en problemas en México. Sommerfeld fue interrogado luego de la misteriosa desaparición del destacado escritor Ambrose Bierce, quien se había unido a las fuerzas de Villa pero luego desapareció sin dejar rastro.
Cuando estalló la Primera Guerra Mundial en agosto de 1914, Sommerfeld se mudó a Nueva York aparentemente para representar los intereses de Pancho Villa, pero en realidad trabajó para el agregado naval alemán Karl Boy-Ed. En su función como especialista en asuntos mexicanos, Sommerfeld ayudó al gobierno alemán a vender armas y municiones que habían comprado para mantenerlos fuera de las manos enemigas de la Entente. Sommerfeld también tenía un gran conocimiento de las fábricas de municiones de EE. UU., sus capacidades, estado de pedidos, etc. Sus informes de inteligencia tuvieron una gran influencia en la formulación de la estrategia de guerra de Alemania frente a los Estados Unidos. En 1915, Sommerfeld concentró un gran número de armas a Pancho Villa, cuyo valor se estima en alrededor de 340,000 dólares (alrededor de 7 millones en el valor actual). A pesar de tener un gran número de armas, Villa fue derrotado decisivamente por el general del Ejército Constitucionalista, Álvaro Obregón, en una serie de batallas en el Bajío, la más famosa de las cuales es la Batalla de Celaya en 1915. El enorme ejército del movimiento villista, que utilizaba en gran medida cargas de caballería en masa, cayó ante la estrategia superior de Obregón y las tácticas de trincheras improvisadas a partir de zanjas de riego agrícola y ametralladoras. La División del Norte de Villa dejó de existir, y Villa se convirtió en un líder guerrillero y no en el general de un gran ejército de movimiento. 
En marzo de 1916, Villa y un pequeño grupo de hombres atacaron la ciudad de Columbus, Nuevo México. La Batalla de Columbus causó bajas civiles y llevó a los Estados Unidos a enviar al General John J. Pershing a una Misión Punitiva, que no tuvo éxito en su intento de capturar a Villa. Sommerfeld, quien había ofrecido al gobierno alemán en mayo de 1915 crear un incidente que provocaría una guerra entre los Estados Unidos y México, se convirtió en el principal sospechoso del ataque de Villa en Columbus. Sin embargo, ningún investigador o historiador ha podido demostrar la participación de Sommerfeld, que también fue señalado de haber trabajado para Aureliano Blanquet en Guatemala, como refiere el historiador Paco Ignacio Taibo II.
En junio de 1918, Sommerfeld fue encarcelado en Fort Oglethorpe, GA, como un enemigo extranjero. Fue puesto en libertad en 1919. Se han registrado algunos viajes de ida y vuelta a México en los años veinte y treinta. Sin embargo, el agente alemán desapareció en la década de 1930, hasta ahora sin dejar rastro.